# Rachel Ward (mathématicienne)
Rachel Ward est une chercheuse américaine en mathématiques appliquées à l'université du Texas à Austin. Elle est connue pour ses travaux sur l’apprentissage automatique, l’optimisation et le traitement du signal. À l'université du Texas, elle est professeure distinguée W.A. "Tex" Moncrief en ingénierie informatique et sciences — science des données, et professeure de mathématiques.

## Biographie

### Éducation
Ward a obtenu sa licence de mathématiques à l'université du Texas à Austin en 2005  puis a reçu son doctorat en mathématiques appliquées et computationnelles à l'Université de Princeton en 2009. Sa directrice de thèse était Ingrid Daubechies.

### Carrière
Ward a enseigné au Courant Institute de 2009 à 2011 puis a rejoint l'université du Texas à Austin. En 2018, elle a été chercheuse invitée chez Facebook AI Research  et en 2019, elle a été boursière Von Neumann à l'Institute for Advanced Study. Elle est membre du conseil scientifique consultatif de l'ICERM (en) à l'université Brown.

## Prix et distinctions
Rachel Ward a reçu une bourse de recherche Alfred P. Sloan en mathématiques en 2012. Deanna Needell et elle ont reçu le prix de l'Institute for Mathematics and its Applications (en) en 2016. Ward a été invitée pour donner une conférence au Congrès international des mathématiciens en 2022.

## Recherche
Ward a travaillé sur un projet financé par le département de la Défense des États-Unis avec des professeurs du College of Natural Sciences et de la Cockrell School de l'université du Texas pour développer des drones.